# (11964) Prigogine
(11964) Prigogine est un astéroïde de la ceinture principale.

## Description
(11964) Prigogine est un astéroïde de la ceinture principale. Il fut découvert par Eric Walter Elst le 10 août 1994 à l'ESO. Il présente une orbite caractérisée par un demi-grand axe de 2,92 UA, une excentricité de 0,08 et une inclinaison de 1,59° par rapport à l'écliptique.
Il fut nommé en l'honneur d'Ilya Prigogine (1917-2003), chimiste russe honoré en 1977 par le prix Nobel de chimie. Il fit carrière à Bruxelles, où il s'installa en 1929. Il étudia et travailla à l'Université Libre de Bruxelles.

## Compléments